# Fjällbackamorden: I betraktarens öga
Fjällbackamorden: I betraktarens öga es una película estrenada el 26 de diciembre de 2012 y fue dirigida por Jörgen Bergmark. La película está basada en las novelas de Michael Hjorth y Camilla Läckberg.
Es la primera entrega de la franquicia y forma parte de las películas de Fjällbackamorden.

## Historia
La película sigue a Erica Falck, una novelista del género policial y a su esposo Patrik Hedströmd, el Inspector de policía, quienes viven en Fjällbacka, una pequeña localidad costera en Suecia.  
La hermana de Erica, Anna, va de visita al mismo tiempo que el programa de televisión "Antiques Cubed" está en la ciudad para grabar en el castillo de Fjällbacka. Cuando Anna se encuentra con el presentador de televisión Claes Wager ambos comienzan a coquetear. Mientras el equipo de televisión se encuentra preparando todo para grabar, Anna descubre a Linda Hamrin inconsciente luego de sufrir una sobredosis de medicina. Pronto Erica y Patrik se encuentran investigando el caso cuando sólo un día después, un hombre llamado Hasse Wennerman había sido asesinado debido a los rumores de que tenía una aventura, lo que llevó a Linda a ingerir la sobredosis.
Mientras realizan las investigaciones la policía descubre que la antigua pintura que Hasse había adquirido para el festival de antigüedades estaba desaparecida, poco después la encuentran entre las pertenencias de Anna, por lo que Erica debe demostrar la inocencia de su hermana antes de que sea encarcelada y, al mismo tiempo, encontrar al verdadero asesino.

## Personajes

### Personajes principales
| Actor               | Personaje       | Ocupación                       |
| ------------------- | --------------- | ------------------------------- |
| Claudia Galli       | Erica Falck     | Escritora de Novelas Policíacas |
| Richard Ulfsäter    | Patrik Hedström | Inspector de la Policía         |
| Lennart Jähkel      | Mellberg        | Inspector en Jefe de la Policía |
| Pamela Cortes Bruna | Paula           | Oficial de la Policía           |
| Sofia Zouagui       | Anna Falck      | Hermana de Erica                |
| Per Morberg         | Claes Wager     | Presentador de Televisión       |
| Emma Swenninger     | Linda Hamrin    | -                               |
| Ann Westin          | Annika          | -                               |

### Personajes secundarios
| Actor                       | Personaje                                              | Ocupación              |
| --------------------------- | ------------------------------------------------------ | ---------------------- |
| Philomène Grandin           | Sara Berzani                                           | -                      |
| Christoffer Nordenrot       | Andreas Karlberg                                       | -                      |
| Marie Delleskog             | Britta Bergmark                                        | -                      |
| Matias Varela               | Bo Hamrin                                              | -                      |
| Johan Hedenberg             | Hasse Vennerman                                        | -                      |
| Anki Lidén Louise Rehnquist | Anita Vennerman (de adulta) Anita Vennerman (de joven) | -                      |
| Karin Bergquist             | Viveka Vennerman                                       | -                      |
| Jenny Hurtigh               | Alice Vennerman                                        | -                      |
| Jonas Rimeika               | Einar Vennerman                                        | -                      |
| Monica Nielsen              | Monica Nyman                                           | -                      |
| Ellen Stenman Göransson     | Maja Hedström                                          | Hija de Erica y Patrik |
| Simon Brodén                | Anton Hedström                                         | Hijo de Erica y Patrik |
| Lukas Brodén                | Noel Hedström                                          | Hijo de Erica y Patrik |
| Christian Johansson         | Peder Eskilsson                                        | -                      |
| David Levi                  | Ruben Levin                                            | -                      |
| Måns Ellmark                | Torsten                                                | -                      |

## Producción
La película fue dirigida por Jörgen Bergmark, escrita por los escritores Michael Hjorth y Camilla Läckberg (también creadores y escritores de los personajes) y con Pernilla Oljelund.
Fue producida por el productor Pontus Sjöman, junto a los productores ejecutivos Jessica Ask, Klaus Bassiner, Helena Danielsson, Wolfgang Feindt, Jonas Fors, Michael Hjorth, Lone Korslund, Peter Nadermann y Christian Wikander, las productoras asociadas Helen Ahlsson y Sigrid Strohmann, así como el productor de línea Christian Sundkvist.
La edición estuvo a cargo de Anders Nylander.
La música estuvo bajo el cargo de Johan Nilsson, mientras que la cinematografía en manos de Andréas Lennartsson. 
La película fue estrenada el 26 de diciembre de 2012 en con una duración de 1 hora con 28 minutos en Suecia. El 18 de diciembre del 2013 se estrenó la película en DVD. 
Contó con la participación de las compañías de producción "Tre Vänner Produktion AB", "Sveriges Television (SVT)", "Nordisk Film", "Film Väst", "Zweites Deutsches Fernsehen (ZDF)", "ZDF Enterprises" y "MEDIA Programme of the European Union". Otras compañías que participaron en la serie fueron "Filmgate"; "Dagsljus Filmequipment", "Grebys" y "Torreby Slott".
En el 2012 la película fue distribuida por "TrustNordisk" alrededor de todo el mundo y por "Sveriges Television (SVT)" en la televisión en Suecia, en el 2013 por "Norsk Rikskringkasting (NRK)" en la televisión de Noruega, "Film1 Action" en la televisión y por "Lumière Home Entertainment" en DVD de los Países Bajos. En el 2014 fue distribuida por "Alive Vertrieb und Marketing" en DVD en Alemania.

### Emisión en otros países
| País         | Título                                                       | Fecha de Estreno                         |
| ------------ | ------------------------------------------------------------ | ---------------------------------------- |
| Alemania     | Mord in Fjällbacka: Die Kunst des Todes                      | 10 de diciembre de 2013 (estreno en DVD) |
| España       | Los crímenes de Fjällbacka: Según el cristal con que se mire | 30 de diciembre de 2013                  |
| Finlandia    | Camilla Läckberg: Kuolema saapuu Fjällbackaan                | 28 de septiembre de 2013                 |
| Francia      | Les enquêtes d'Erica: Le vrai du faux                        | 29 de septiembre de 2013                 |
| Italia       | Omicidi tra i fiordi: L'occhio dello spettatore              | 20 de abril de 2014                      |
| Noruega      | Mordene i Fjällbacka: Øynene som ser                         | 1 de enero de 2013                       |
| Países Bajos | -                                                            | 29 de octubre de 2013 (estreno en DVD)   |